# Susanne Ganster

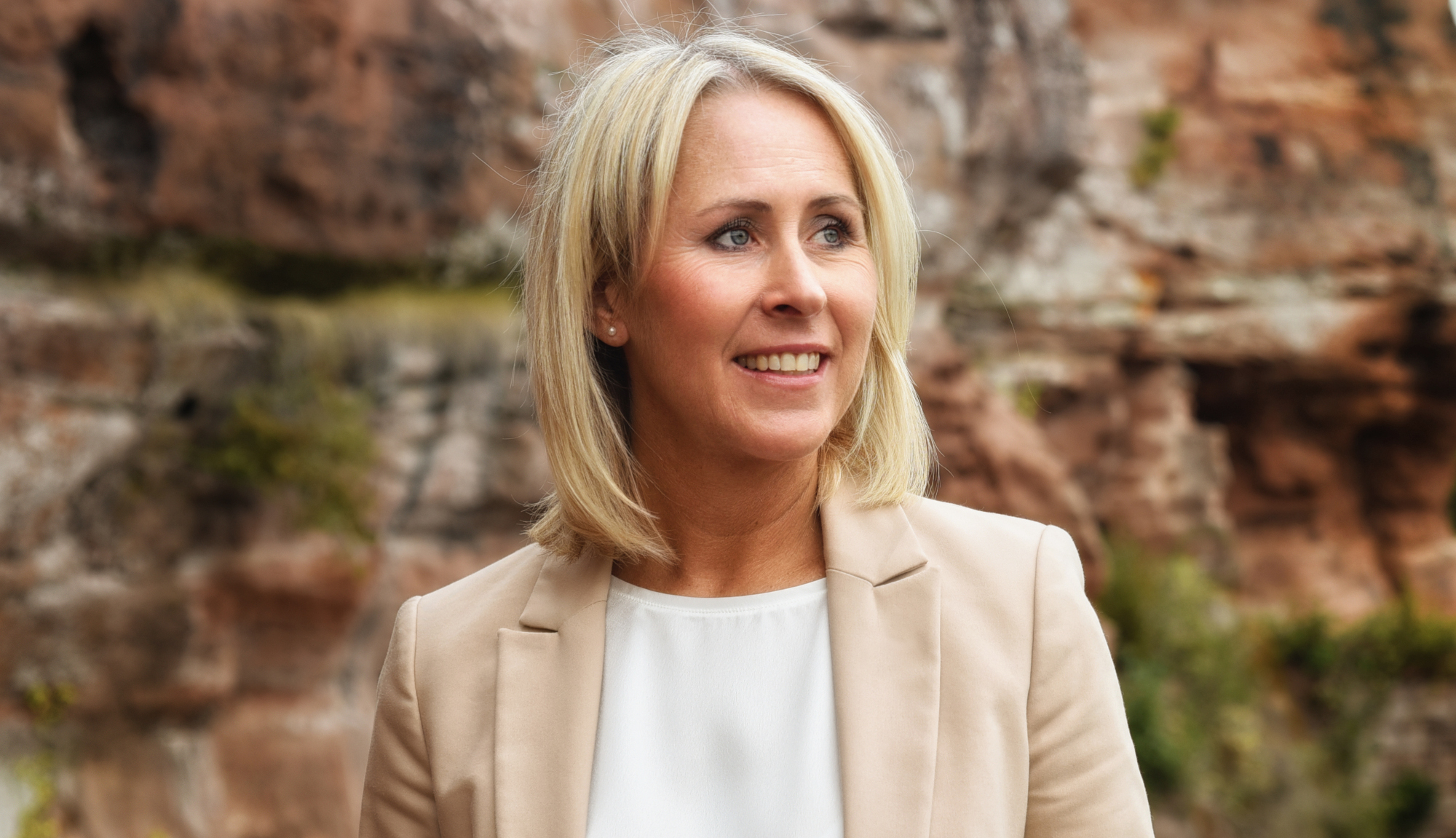
Susanne Ganster (2022)

Susanne Ganster (* 29. Dezember 1976 in Landau) ist eine deutsche Politikerin (CDU). Sie war von 2011 bis 2017 Mitglied des rheinland-pfälzischen Landtags. Seit Oktober 2017 ist sie Landrätin in der Südwestpfalz.

## Leben und Beruf
Susanne Ganster besuchte das Eduard-Spranger-Gymnasium in Landau, an dem sie 1996 das Abitur ablegte. Von 1996 bis 2001 studierte sie Katholische Theologie an der Johannes Gutenberg-Universität Mainz mit dem Diplom-Abschluss. Daneben studierte sie von 1997 bis 2001 Germanistik.
Sie promovierte 2012 im Fach Kirchenrecht, Kirchliche Rechtsgeschichte und Staatskirchenrecht bei Heribert Hallermann an der Julius-Maximilians-Universität Würzburg zum Dr. theol. Nach der wissenschaftlichen Tätigkeit an der Johannes Gutenberg-Universität leitete sie von 2006 bis 2011 die Heilsbach Bildungs- und Freizeitstätte in Schönau (Pfalz).
Außerdem absolvierte sie von 1992 bis 1994 eine Ausbildung zur C-Kirchenmusikerin am Bischöflich Kirchenmusikalischen Institut der Diözese Speyer.

## Politik
Ganster trat 2001 der CDU bei. 2009 wurde sie Mitglied des Kreistages Südwestpfalz. Seit 2010 war sie dort Fraktionsvorsitzende der CDU. Sie gehört seit 2010 dem Kreisvorstand der CDU Südwestpfalz an.
Bei der Landtagswahl am 27. März 2011 war sie Direktkandidatin der CDU für den Wahlkreis Pirmasens-Land  (47). Sie wurde über die CDU-Landesliste in den Landtag gewählt. Bei der Landtagswahl am 13. März 2016 erreichte sie das Direktmandat.
Sie gehörte dem Ausschuss für Wissenschaft, Weiterbildung und Kultur und dem Ausschuss für Gleichstellung und Frauenförderung an. Ganster war Sprecherin ihrer Fraktion für Gleichstellung und Frauenförderung und Beauftragte der CDU-Landtagsfraktion für Kirchen und Religionsgemeinschaften sowie für den Bereich Weiterbildung. Am 1. Oktober 2017 schied sie aus dem Landtag aus. Ihr Nachfolger ist Christof Reichert.
Bei der Landratswahl im Landkreis Südwestpfalz am 7. Mai 2017 wurde sie mit 53,8 % der Stimmen zur Landrätin gewählt. Das Amt trat sie am 1. Oktober 2017 an.